# Частая
Частая — река в России, протекает в Частинском районе Пермского края. Устье реки находится в 458 км по правому берегу Воткинского водохранилища (Частинский залив) на Каме. Длина реки составляет 17 км, площадь водосборного бассейна 164 км². В 2,1 км от устья справа принимает реку Полуденная.
Протекает на юго-западе края, в южной части Верхнекамской возвышенности. Исток находится в 21 км к северо-западу от села Частые. Генеральное направление течения — восток, затем юго-восток. Притоки — Крутой Лог, Сиверуха, Котлянка (левые);  Полуденная (правый). В среднем течении протекает сёла Шлыки и Шабуры. На последних километрах течения из-за подпора Воткинского водохранилища образует вытянутый Частинский залив. На его берегу стоит село Ерзовка.

## Данные водного реестра
По данным государственного водного реестра России относится к Камскому бассейновому округу, водохозяйственный участок реки — Кама от Камского гидроузла до Воткинского гидроузла, речной подбассейн реки — бассейны притоков Камы до впадения Белой. Речной бассейн реки — Кама.
По данным геоинформационной системы водохозяйственного районирования территории РФ, подготовленной Федеральным агентством водных ресурсов:
- Код водного объекта в государственном водном реестре — 10010101012111100015162
- Код по гидрологической изученности (ГИ) — 111101516
- Код бассейна — 10.01.01.010
- Номер тома по ГИ — 11
- Выпуск по ГИ — 1